# Mariusz Ujek
Mariusz Ujek (ur. 6 grudnia 1977 w Lubinie) – polski piłkarz grający na pozycji napastnika. Wychowanek Zagłębia Lubin.

## Kariera klubowa
Ujek swoją karierę rozpoczynał w Zagłębiu Lubin. W jego barwach zadebiutował w pierwszej lidze. Zaliczył również krótkie epizody w Stali Chocianów, Chrobrym Głogów, BKSie Bolesławiec, FC Singen 04, RKSie Radomsko, Kuźni Jawor, Górniku Polkowice i Odrze Opole. Grając w Zagłębiu Sosnowiec został oskarżony o udział a aferze korupcyjnej. Po przyznaniu się do winy wrócił do piłki. Od lipca 2005 występował jako zawodnik GKS Bełchatów. Po sezonie 2009/2010 klub nie doszedł do porozumienia z zawodnikiem i opuścił on drużynę z Bełchatowa, w której zagrał w 116 oficjalnych spotkaniach strzelając 20 bramek. 27 sierpnia 2010 podpisał roczny kontrakt z Polonią Bytom. W lipcu 2011 związał się kontraktem z Wartą Poznań. W klubie rozegrał dziesięć spotkań, w których zdobył jedną bramkę. 31 grudnia 2011 klub poinformował o rozwiązaniu kontraktu z napastnikiem. Od lata 2012 roku był zawodnikiem III ligowego Włókniarza Zelów, w którym występując w 10 spotkaniach strzelił 4 bramki. W grudniu 2012 odszedł z klubu. W sezonie 2013/2014 reprezentował barwy, grającego w piotrkowskiej klasie okręgowej, klubu Zjednoczeni Gmina Bełchatów.
Od 8 stycznia 2013 roku do sierpnia 2014 Mariusz Ujek reprezentował barwy MKS Polonii Warszawa.